# Patinoire Valigloo
Inaugurée le 21 septembre 2008, la patinoire sportive et ludique de Valenciennes Métropole, est située dans la zone urbaine récréative du quartier de la Briquette, à côté du multiplexe cinéma et du bowling. Elle se trouve à la frontière des communes de Marly-lez-Valenciennes et Valenciennes.

## Description
La patinoire Valigloo tient son nom de « Val », les trois premières lettres de la ville, et de « igloo » pour le caractère froid du lieu. 
Conçue par l'architecte Jean-Michel Ruols, elle est l'une des rares patinoires en France à compter deux pistes :
- une piste olympique de 1 800 m2 (60 × 30 m) avec une capacité d’accueil de 1350 spectateurs, dont 900 places assises ;
- une piste ludique de 700 m2 avec son et lumières.

Elle remplace la précédente patinoire de la ville, détruite dans un incendie en janvier 2004, située dans le quartier de la plaine de Mons, au nord de la ville.

## Clubs résidents
Elle accueille deux clubs :
- le Skate Hainaut Valenciennes Club pour le patinage artistique ;
- le Valenciennes Hainaut Hockey Club pour le hockey sur glace.

## Match international
L'Équipe de France de hockey sur glace a joué une fois dans cette patinoire :
- 4 avril 2009 :  France -  Pays-Bas : 5-0
  - Match amical